# STS-84
STS-84 byla mise raketoplánu Atlantis. Jednalo se o 84. let raketoplánu a 19. let raketoplánu Atlantis. Cílem letu bylo šesté setkání raketoplánu s ruskou orbitální stanicí Mir. Raketoplánem se na Zemi vracel Jerry M. Linenger, který pracoval na vesmírné stanici a kterého zde vystřídal C. Michael Foale.

## Posádka
- Charles J. Precourt (3), velitel
- Eileen M. Collinsová (2), pilot
- Jean-François Clervoy (2), letový specialista 1, ESA
- Carlos Ismael Noriega (1), letový specialista 2
- Edward T. Lu (1), letový specialista 3
- Jelena V. Kondakovová (2), letový specialista 4, Roskosmos (RKK Eněrgija)

Nový člen posádky 23. základní expedice Miru:
- C. Michael Foale (5), letový specialista 5

Návrat z mise na Miru:
- Jerry M. Linenger (2), letový specialista 6

V závorkách je uvedený celkový dosavadní počet letů do vesmíru včetně této mise.

## Průběh letu
Raketoplán odstartoval přesně podle plánu 15. května 1997. Po dosažení oběžné dráhy se posádka uložila k osmihodinovému spánku. Druhý den letu se astronauté věnovali přípravě na spojení s Mirem, instalovali kamery, laserový dálkoměr a ověřovali nezbytné procedury. Zároveň v laboratoři Spacehab v nákladovém prostoru prováděli experimenty.
Třetího dne letu, 17. května, se Atlantis spojil s Mirem. Došlo k tomu, když tělesa prolétávala nad Jaderským mořem. Bylo to 6. připojení amerického raketoplánu k ruské stanici Mir. Po dvou hodinách byl otevřen průlez a velitel raketoplánu Charles J. Precourt si potřásl rukou s velitelem 23. základní expedice na Miru Vasilijem Ciblijevem.
Američané přivezli Ciblijevovi a Lazutkinovi jako dar baseballové čepice se znakem STS-84 a americkému obyvateli ruské stanice Linengerovi preclíky. Na palubu Miru se poté přestěhoval astrofyzik Michael Foale, který vystřídal lékaře Linengera. Ten naopak návratem do raketoplánu ukončil svou 132 dnů dlouhou misi v posádce Miru.
Jedním z nejdůležitějších zařízení, které raketoplán dopravil na stanici, byl generátor kyslíku Elektron. Astronauti jej instalovali v modulu Kvant-1 a měl sloužit jako záloha poruchového generátoru v modulu Kvant-2. Čtvrtý den letu se posádka věnovala různorodým úkolům. Collinsová a Precourt pořídili fotografickou prohlídku stanice, Noriega kontroloval experimenty na letové palubě a Lu aktivoval experiment sledování radiace (CREAM). Linenger seznamoval Foaleho se situací na stanici a poté přenášel výsledky svých experimentů ze stanice do raketoplánu.
Pátý den letu se překládal další materiál na Mir (zásoby vody, čerstvé potraviny) a byly odebrány vzorky vzduchu z Miru k následné analýze na Zemi. Šestý den provedly posádky tzv. MisDE (Mir Structural Dynamics Experiment). Tento test zkoumal chování komplexu Mir-Atlantis při drobných manévrech prováděných manévrovacími tryskami raketoplánu. Výsledky měly sloužit při přípravě stavby mezinárodní stanice ISS.
Sedmý den letu posádky dokončily překládání více než 3 tun nákladu a uskutečnila se tisková konference za účasti všech členů obou posádek. Pak již došlo na loučení a ve 12:43 UT se uzavřel průlez mezi oběma tělesy. K odpojení Atlantisu od Miru došlo následující den, tj. 22. května v 01:03:56 UTC. V bezpečné vzdálenosti od stanice Atlantis zapnul manévrovací trysky a odletěl dále od Miru. Ve vzdálenosti zhruba 1000 metrů se ještě na chvíli zastavil a otestoval laserové naváděcí zařízení.
Desátý den letu (24. května) bylo vše připraveno na přistání. První možnost přistání na KSC byla odvolána kvůli počasí. Na druhý pokus ale raketoplán ve 12:22 UT zapálil na 3 minuty 14 sekund motory OMS a půl hodiny poté vstoupil nad Havajskými ostrovy do atmosféry. V 9:27:44 EDT UT přistál bezpečně na dráze 33 na KSC na Floridě.